# Elin Nordegren
Elin Maria Pernilla Nordegren (ex Woods; Stoccolma, 1º gennaio 1980) è una modella svedese, meglio conosciuta come ex-moglie del golfista Tiger Woods, che è diventato suo marito il 5 ottobre 2004..

## Biografia

### I primi anni
Elin nasce a Stoccolma. La madre di Elin è Barbro Holmberg, una politica che ha lavorato come ministro degli immigrati e dell'asilo politico di Svezia, mentre il padre, Thomas, è un giornalista radio che ha lavorato come capo ufficio di Swedish Broadcasting media a Washington Elin ha un fratello maggiore ed una sorella gemella, Josefin. Ha iniziato a fare la modella nel 2000, apparendo sulla copertina di Cafe Sport, una rivista estiva.

### Il matrimonio con Tiger Woods
Il campione di golf Tiger Woods e Elin Nordegren si sono conosciuti tramite il golfista professionista svedese Jesper Parnevik, ai cui figli lei faceva da bambinaia. La cerimonia nuziale è stata officiata presso la buca numero 19 di uno dei tre campi da golf dell'albergo di lusso Sandy Lane di Barbados. Il 18 giugno 2007 la coppia ha avuto il primo figlio Sam Alexis Woods. L'8 febbraio 2009 è nato il secondo figlio della coppia, Charlie Axel.
Nel dicembre 2009 il suo matrimonio con Woods è stato oggetto di grande attenzione mediatica, dopo che lo sportivo ha ammesso la propria infedeltà. Woods in seguito ha annunciato di voler prendere una pausa a tempo indeterminato dal golf, per dedicarsi alla famiglia. Ciononostante la Nordegren e Woods hanno ufficializzato il divorzio a Panama City, in Florida, il 23 agosto 2010. Secondo il settimanale People Elin Nordergren percepirà da un minimo di 100 a un massimo di 500 milioni di dollari in alimenti e proprietà.

### Dopo il matrimonio con Woods
La Nordegren ha avuto una relazione con il miliardario e filantropo (conosciuto anche come “il re del carbone”) Chris Cline.
Nell’ottobre del 2019 la Nordergren dá alla luce il terzo figlio, concepito col giocatore di football NFL Jordan Cameron.

### Istruzione
È stata iscritta a tempo parziale al Rollins College in Florida, dove ha studiato psicologia.